# 天主教埃莫西約總教區
天主教埃莫西約總教區（拉丁語：Archidioecesis Hermosillensis）是羅馬天主教一個教省總教區，下轄三個教區。
總教區包括索諾拉州西北部，成立於1963年7月13日（其前身的教區成立於1777年5月9日）。2015年有教友706,624人，佔轄區總人口93.8%。教區下轄四十九個堂區，有113名司鐸。現任教區總主教為若瑟·烏利西斯·馬西埃·薩爾切多。